# 辽宁广播电视台经济广播
辽宁广播电视台经济广播，是辽宁广播电视台的第二套广播频率。该频率创建于1987年，曾经呼号为辽宁人民广播电台经济台、渤海经济广播电台、辽宁经济广播电台、辽宁人民广播电台经济广播等，是继广东珠江经济台、上海经济台后成立的中国内地第三家经济广播，是辽宁省广播史上第一家专业电台。

## 主要栏目
- 美丽清晨
- 财经第一线
- 辽沈大律师
- 民生面对面
- 心有千千结
- 权威在哪里
- 金牌家政
- 经广幸福热线
- 大城小事
- 夕阳正红
- 谈股论金
- 永刚十八点（外购节目，哈尔滨电台节目）
- 经广幸福购
- 旅游跟我来
- 快乐一锅出
- 中小企业之声
- 婧听心事
- 周翀揭秘
- 宝贝好榜样

## 播出频率
- 沈阳：FM88.8MHz、AM999KHz
- 大连：FM87.6MHz
- 鞍山：FM91.8MHz
- 抚顺：FM89.5MHz
- 本溪：FM88.4MHz
- 丹东：AM801kHz
- 凤城：FM99.2MHz
- 北镇：FM107.6MHz
- 营口：FM91.1MHz
- 熊岳：FM93.3MHz
- 阜新：FM96.8MHz
- 朝阳：AM900kHz、FM106.5MHz
- 葫芦岛：AM900kHz
- 绥中：AM801kHz

|  |